# Пискуха комірцева
Пискуха комірцева (Ochotona collaris) — вид родини Пискухові (Ochotonidae) ряду Зайцеподібні (Leporiformes).

## Поширення
Країни проживання: Канада (Британська Колумбія, Північно-Західні території, Юкон), США (Аляска). Зустрічається в горах вище межі лісу на Алясці і Юконі, а також на висотах поблизу рівня моря. Ochotona collaris є видом, що живе в кам'янистому середовищі проживання.

## Морфологія
Загальна довжина тіла 18,9 см. Вага близько 160 грам.

## Поведінка
Травоїдний. Це денний вид з піком активності вранці та ввечері. Вид асоціальний, не впадає в сплячку. Робить запас їжі на зиму. Тисячі походів Ochotona collaris робить в липні і серпні для збору рослинності на зиму.

## Відтворення
Пік сезону розмноження з травня до початку червня. Самиця може давати два приплоди на рік, від 2 до 6 дитинчат у кожному. Вагітність триває приблизно 30 днів. Вигодовування молоком триває 3—4 тижні. Молодь залишається в гнізді цей час, потім виходить на поверхню. Молодь залишається на території матері лише на короткий час (кілька днів), перш ніж стає самостійною і розходиться, щоб знайти власну територію. Дорослого розміру молодь досягає за 40-50 днів. Молодь досягає статевої зрілості в однорічному віці.